# Stonařov

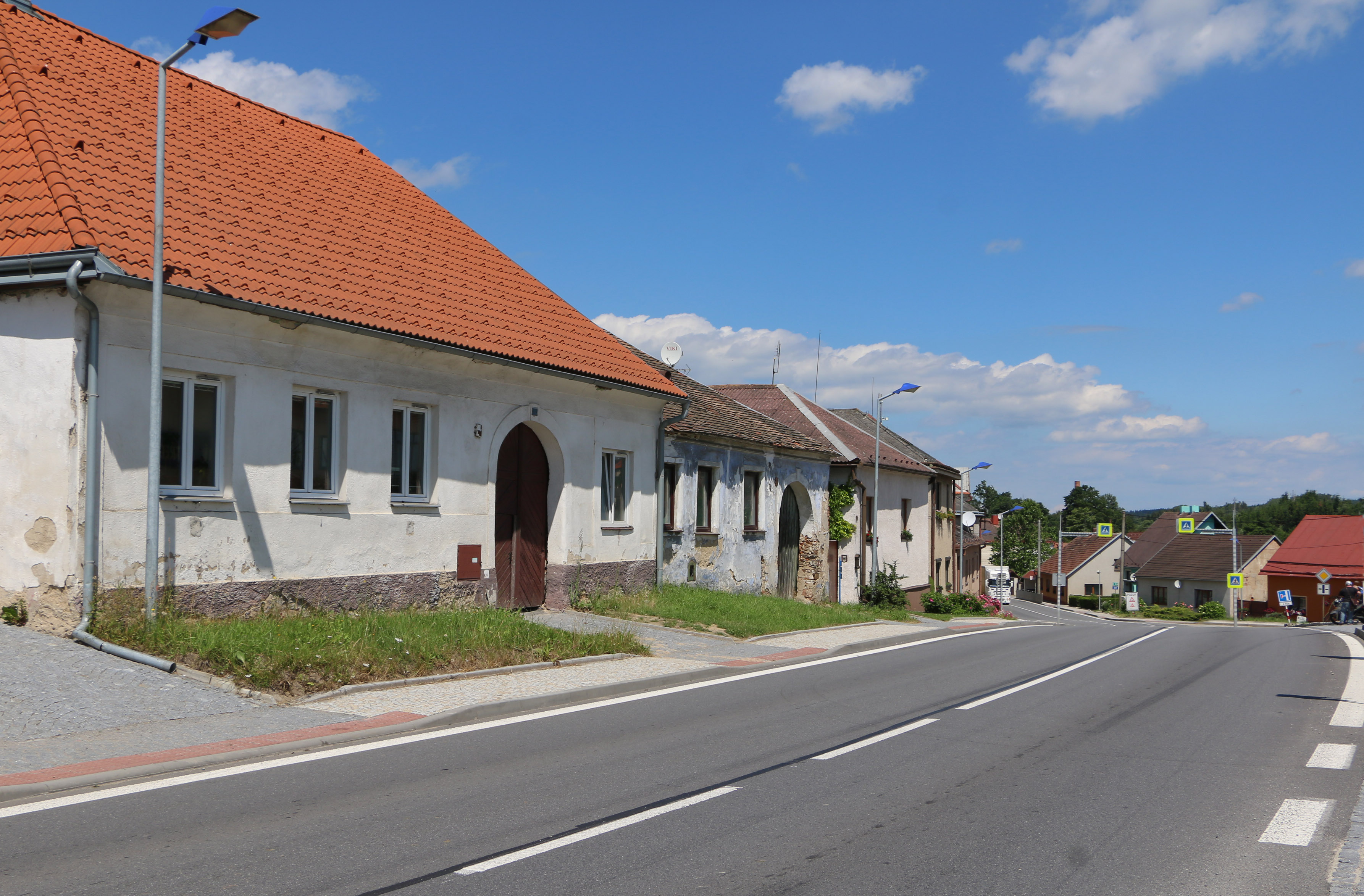
Stonařov

Stonařov (tyska Stannern) är en köping i mellersta Tjeckien. Per den 1 januari 2016 hade köpingen 1 078 invånare.